# Egerszóláti olaszrizling
Az Egerszóláti olaszrizling nagy testű fehérbor, egyike az Egri borvidék hagyományos fehérborainak. Az Egerszólát határában termő olaszrizling szőlőfajta borából készül. Akkor a legjobb, ha kisebb (225-500 literes) fahordóban erjed ki, és ott is érlelődik pár (3-9) hónapig. Palackozást követően érdemes fél-egy évig palackban érlelni.
Jó és ismert dűlők: a Tóbérc, a Kántor-tag és a Boldogságos.

## Éghajlat
Egerszólát éghajlata nagyban hasonlít az Egri borvidék más részeinek éghajlatához: az éves középhőmérséklet 10,1 °C, az átlagos éves csapadékmennyiség 595 mm, míg a napsütéses órák száma 2100-2200-ra tehető.

## Talaj
Riolittufán kialakult barna erdőtalajok.

## Történet
Az Egerszóláti olaszrizling a második világháborút megelőzően az egyike volt Eger jól ismert fehérborainak. A kommunista diktatúra éveiben a mennyiségre összpontosító nagyüzemi termelés miatt a minőségi követelmények háttérbe szorultak, de a borfajta fennmaradt. Néhány egri borász az 1990-es évek legvégén újra elkezdett kísérletezni a minőségi olaszrizlinggel Egerszóláton, meglehetősen jó eredménnyel.

## Szabályozás
Az Egerszóláti olaszrizling egy oltalom alatt álló eredetmegjelölés, amely egy védett eredetű bort jelöl. Két kategóriában lehet forgalomba hozni: klasszikus és superior.
A klasszikus kategóriában a maximális terméshozam 90 hl/ha, a superior kategóriában pedig 60 hl/ha. A legtöbb termelő azonban szigorúbb gyakorlatot folytat; ültetvényeik hozama 15 és 50 hl/ha között alakul.